# Polyrhachis castaneiventris
Polyrhachis castaneiventris é uma espécie de formiga do gênero Polyrhachis, pertencente à subfamília Formicinae.